# 短尖忍冬
短尖忍冬（学名：Lonicera mucronata）为忍冬科忍冬属的植物，为中国的特有植物。分布于中国大陆的四川、湖北等地，生长于海拔800米至1,500米的地区，多生长在沟谷灌丛中，目前尚未由人工引种栽培。